# حملة المهدية (1135)
حملة المهدية (1135)، كانت محاولة للاستيلاء على مدينة المهدية في سنة 529هـ / 1135 من قبل الحماديين و العرب.

## الخلفية
كان الحسن بن علي الصنهاجي قد أحب ميمون بن زياد الصخري، أمير طائفة كبيرة من العرب، و قربه إليه و أنعم عليه، فحسده على ذلك الكثير من القبائل العربية الأخرى، بالأخص أن ميمون من الأثبج و قد أثار قربه من الحسن غضب الكثيرين و يبدوا أن منهم بنو رياح حلفاء آل باديس من العرب، فسار الأعراب إلى يحيى بن العزيز أمير بنو حماد، و أعطوه أبنائهم رهائن، و طلبوا منه أن يعطيهم جيش ليأخذوا المهدية، فوافق يحيى و هو متباطئ، لاحقا وصلته رسائل من بعض مشايخ المهدية يطلبون منه القدوم أيضا، كما وصلته رسائل من أهل المهدية يطمعونه في مدينتهم، و سبب ذلك غضبهم لأن الحسن تصالح مع روجر الثاني ملك صقلية، فقرر يحيى إرسال جيش و أسطول بقيادة مطرف بن علي بن حمدون "الفقيه" لحصار المهدية، و موله بأموال كي يدفعها للعرب حتى يقاتلوا معه.

## الحملة
في أوخر سنة 529هـ / 1135، تقدم الجيش الحمادي بالخيل و المشاة إلى المهدية، يرافقه الأعراب، و عندما وصلوا ضربوا الحصار من كل جهة في البحر و من جهة الجنوب في البر و أقاموا معسكرهم قرب زويلة، و انضم المزيد من الأعراب "من كل فج و لم" لمطرف لكنه لم يبدأ القتال بعد بسبب وعود أهل المدينة، و قد كان مطرف فقيها يظهر التقشف و الورع عن دماء المسلمين و قال: إنّما أتيت الآن لأتسلّم البلد بغير قتال، لكن خاب ظنه فلم تفتح له الأبواب. و مسك الجيش الحمادي سلاحه بضعة أيام، ثم هاجموا فرد عليهم أهل المهدية، و كل ما هاجم الحماديون هزمهم أهل المهدية و قتلوا منهم الكثير، و عندما يئس مطرف نهائيا، جمع أسطوله و جيشه و أعد لضربة قاضية، و استولت السفن على الشواطئ و اقترب الجنود من الأسوار، فانقلبت الطاولة على الحسن و اشتد عليه الأمر، فأمر بفتح الباب و قاد فرقة و خرج و قال: أنا الحسن ! فعندما سمع من يقاتله ذلك استسلموا و انسحبوا إجلالا.
ثم أخرج الحسن سفنه، و حسب ابن الأثير فقد أخذ أربعة من سفن عدوه و هرب الباقون، لكن حسب ابن عذاري فقد أخذ الحسن غرابين و سجن قائديهما و قُتل أحدهما أمامه أما الثاني فمات بسبب جرح من سهم. و في وقت متأخر وصلت نجدة بعشرين سفينة من روجر الثاني الذي وضع السفن المرسلة تحت أمر الحسن. و ادعى ابن خلدون و التجاني أن الحسن فد طلب ذلك، و حاصر الأسطول الصقلي الهاربين من الأسطول الحمادي لكن الحسن أمر بفك الحصار لأنه كره إراقة دماء المسلمين، ثم وصلت قوات بقيادة ميمون بن زياد لنصرة الحسن، و بعد علمه بوصول المزيد من الدعم عرف مطرف أنه لن يقدر على آل باديس، فانسحب من المهدية بسرعة إلى بجاية، و بهذا انتهى 70 يوم من الحصار على مدينة المهدية.

## العواقب
بعد انتهاء الحملة و رحيل الأسطول الصقلي، أرسل الحسن إلى روجر يشكره و يتبادل معه عرابين الصداقة.